# 이타우사
이타우사(포르투갈어: Itaúsa)는 브라질의 기업이다.